# Parque nacional de Kaeng Tana
El Parque nacional de Kaeng Tana (en tailandés, อุทยานแห่งชาติแก่งตะนะ) es un área protegida del nordeste de Tailandia, en la provincia de Ubon Ratchathani. Se extiende por una superficie de 80 kilómetros cuadrados. Fue declarado el 13 de julio de 1981, siendo el 31.º parque nacional.
Se encuentra en el distrito de Khong Chiam sobre el río Mun, con el Mekong recorriendo su límite septentrional. El parque es famoso por sus rápidos. Es una zona de meseta con pequeñas colinas, una elevación media de 200 m s. n. m. El pico más alto es el Khao Banthat, con 543 m.